# 日扬库尔
日扬库尔（法語：Gillancourt，法語發音：[ʒijɑ̃kuʁ]）是法国上马恩省的一个市镇，属于肖蒙区。

## 地理
日扬库尔（48°9'40"N, 4°59'32"E）面积15.09 平方千米，位于法国大東部大區上马恩省，该省份为法国东北部内陆省份，北起马恩省和默兹省，西接奥布省，西南接科多尔省，东南接上索恩省，东临孚日省。
与日扬库尔接壤的市镇（或旧市镇、城区）包括：雷讷河畔欧特勒维尔、布莱西、厄菲涅、容什里、瑞泽讷库尔、拉维勒讷沃欧鲁瓦。

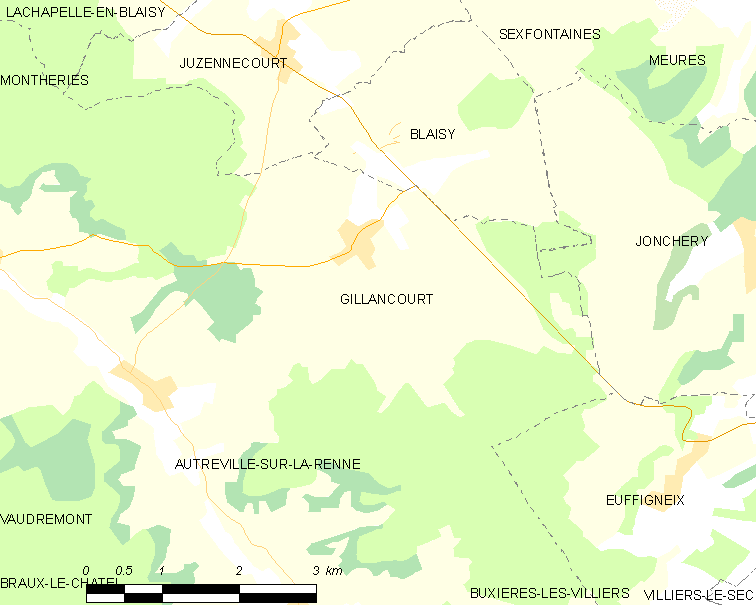
日扬库尔的OSM定位图

日扬库尔的时区为UTC+01:00、UTC+02:00（夏令时）。

## 行政
日扬库尔的邮政编码为52330，INSEE市镇编码为52221。

## 政治
日扬库尔所属的省级选区为沙托维兰县。

## 人口

1962-2008年间日扬库尔人口变化图示

日扬库尔于2022年1月1日时的人口数量为126人。